# Pasiripis (Surade)
Pasiripis is een bestuurslaag in het regentschap Sukabumi van de provincie West-Java, Indonesië. Pasiripis telt 11.589 inwoners (volkstelling 2010).